# Batkenska oblast
Batkenska oblast (kirgiski: Баткен областы) je jedna od sedam oblasti u Kirgistanu. Središte oblasti je grad Batken.

## Zemljopis
Batkenska oblast nalazi se u jugozapadnom Kirgistanu na granici s Uzbekistanom i Tadžikistanom. Graniči samo s jednom kirgistanskom oblasti Oškom na istoku. Oblast je podjeljena na tri okruga. S površinom od 16.995 km² šesta je po veličini kirgiška oblast.

## Stanovništvo
Prema popisu stanovništva iz 2009. godine regija je imala 428.800 stanovnika,  dok je prosječna gustoća naseljenosti 25 stan./km2. Prema etničkoj pripadnosti većina stanovništva su Kirgizi koji čine 76,5% stanovništva, Uzbeci s 14,7% i Tadžici s 6,9%.